# Міжпластові перетоки
Міжпластові перетоки (рос. межпластовые перетоки; англ. interbedded cross flow, intrareservior communications, interformational flow, нім. Interschichtenströme m pl) — при нафтовидобуванні — утворені в процесі експлуатації при різниці тиску між пластами перетоки рідини (води, нафти) з пласта з більшим тиском у пласт з меншим тиском, інтенсивність яких залежить від ступеня гідродинамічного зв'язку і перепаду тиску між ними.
Процес буріння може супроводжуватися різного роду міжпластовими перетіканнями вуглеводнів, які порушують режим надр, можуть призводити до втрати якихось видобутих нами компонентів. Аналогічне явище існує при виконанні операцій по заводненню пластів, що розробляються, які необхідні для більш повного вилучення нафти. Наслідком такого порушення може бути просідання земної поверхні в місцях розробки нафтогазових родовищ, а в ряді випадків вони можуть супроводжуватися активізацією землетрусів в сейсмічних районах. Приклади таких випадків добре відомі в США, Середній Азії.